# دراسة الترابط الجينومي الكامل

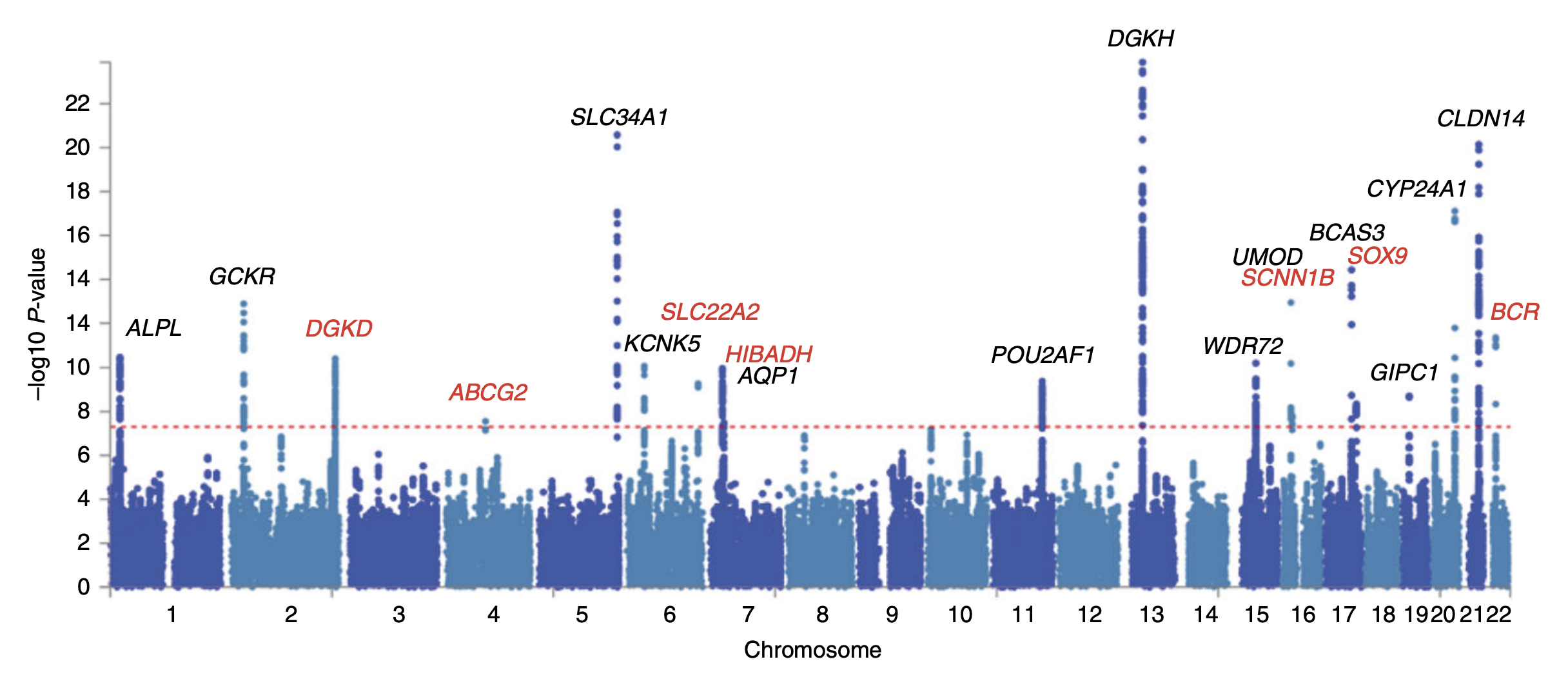
رسم بياني لقيم p لكل SNP في GWAS حسب موقعها في الجينوم. يُظهر الخط الأحمر المتقطع الأفقي عتبة أهمية الجينوم الواسعة (5 × 10 ^ -8). يتم تصنيف الجين السببي الأساسي المرشح لكل موضع.

دراسة الترابط الجينومي الكامل (اختصاراً GWAS) (ملاحظة 1) هي دراسة تجرى على تعدد أشكال النوكليوتيدات المفردة في كامل الجينوم من أجل ملاحظة صلة الوصل بين التغير الجيني وبين ظهور خصلة أو سمة معينة، وخاصة في مجال الأمراض.
يقوم هذا النوع من الدراسات بفحص كامل الجينوم، وذلك على العكس من أساليب دراسة أخرى، والتي تعتمد على ترشيح جينات معينة للدراسة بناءً على معرفة مسبقة، مما يمكن من التركيز على مناطق جينية محددة. يساعد أسلوب دراسة الترابط الجينومي الكامل على تحديد المتغيرات المترابطة بمرض ما، ولكنه غير قادر من جهة أخرى على تحديد الجين المسبب للسمة المدروسة.

## هوامش
- ملاحظة 1 من الإنجليزية Genome-wide association study